# 花火はすごいぞ
『花火はすごいぞ』(Safety Second、1950年7月4日)は「トムとジェリー」の作品のひとつ。日本においては現在パブリックドメインとなっている。

## スタッフ
- 監督 - ウィリアム・ハンナ　ジョセフ・バーベラ
- 製作 - フレッド・クインビー
- 作画 - ケネス・ミューズ　エド・バージ　レイ・パターソン　アーヴン・スペンス　アル・グランドメン
- 音楽 - スコット・ブラッドリー

## 作品内容
今日は7月4日、アメリカ独立記念日。大喜びで飛び起きたニブルスは花火を大量に持ち出し盛大に祝おうとするがジェリーに止められる。独立記念日は安全におとなしく過ごすのが決まりなのだ。
ささやかに独立を祝おうとニブルスを誘うジェリーだが、鳴物を鳴らすだけの祭日など退屈なニブルスは、懲りずに花火遊びを始める。
何度注意しても言うことを聞かないニブルスにジェリーは呆れて外で昼寝するも、その時トムがジェリーに花火を投げつける。そこからトムとジェリーの追いかけっこが始まるのだが、そこへニブルスもジェリーを助けんと花火を携え戦線に加わり、戦いは過激さを増す。挙句の果てにトムは花火と共に空の上へ飛ばされてしまう。
トムをやっつけたジェリーは上機嫌で玩具で遊ぼうとするが、玩具が大爆発。ニブルスが花火を仕掛けていたのであった。爆発してヒマワリのような顔になったジェリーににらまれたニブルスは、その場を誤魔化すようにおとなしく独立記念日を楽しむのだった。

## 登場キャラクター
トム
花火を用いてジェリーに悪戯を仕掛け、それにジェリーから仕返しを受けたことでニブルスも交えた騒動に発展、花火を用いた両者からの反撃に翻弄される中、着火したロケット花火を持ちっぱなしだったことで花火と共に打ち上げられてしまった。
ジェリー
花火で遊びたがるニブルスに節度ある遊びをするよう諭すが、全く言うことを聞かないため不機嫌になる。やがてトムから花火攻撃を受けると反撃し、ニブルスと協力してトムを撃退。ニブルスと仲直りするが、最後はニブルスが仕掛けた花火の爆発に巻き込まれ、ニブルスを睨み付けた。
ニブルス
花火で遊んで羽目を外しジェリーを怒らせてしまう。その後、ジェリーを追い回すトムを花火で撃退。ジェリーから感謝されるが、自身が仕掛けた花火を咄嗟に玩具に隠したことでジェリーの顔を黒焦げにさせ、再び怒らせてしまった。